# La Saison des Chasses
La Saison des Chasses of Het Jachtseizoen is een Belgisch bier. Het wordt gebrouwen door Brasserie de Bouillon te Sensenruth, een deelgemeente van Bouillon.
Er zijn 2 varianten:
- La Saison des Chasses Blonde is een blonde saison met een alcoholpercentage van 6%.
- La Saison des Chasses Ambrée is een amberkleurige saison met een alcoholpercentage van 7%. Op het etiket staat een foto van een hert; op een variant staat een everzwijn.[1] Er zijn zowel etiketten met “La” voor de naam als zonder.